# District d'Ambanja
Le district d'Ambanja est un district malgache située dans la région de Diana au nord du pays, dans la province de Diego-Suarez.
Le district est constitué de dix-huit communes (Kaominina) rurales et urbaines sur une superficie de 6 328 km2 :
| Ambalahonko       | 6 000        |  |
| Ambanja Chef-lieu | 28 468       |  |
| Ambodimanga       | 5 729        |  |
| Ambohimarina      | 7 000        |  |
| Ankatafa          | 8 652        |  |
| Ankingameloko     | 6 018        |  |
| Anorotsangana     | 5 250        |  |
| Antafiambotry     | ...          |  |
| Antranokarany     | 7 221        |  |
| Antsakoamanondro  | 5 622        |  |
| Antsatsaka        | 10 214       |  |
| Antsirabe         | 3 405        |  |
| Bemanevika Est    | ...          |  |
| Bemaneviky Ouest  | ...          |  |
| Djangoa           | 9 800        |  |
| Maherivaratra     | 4 151        |  |
| Marotolana        | 10 538       |  |
| Marovato          | 16 131       |  |
| 18 communes       | 125 056 hab. |  |